# 경주 율동 마애여래삼존입상
경주 율동 마애여래삼존입상(慶州 栗洞 磨崖如來三尊立像)은 대한민국 경상북도 경주시 벽도산에 있는, 남북국 시대 신라의 마애 삼존불 입상이다. 
1963년 1월 21일 대한민국의 보물 제122호 경주두대리마애석불입상(慶州斗垈里磨崖石佛立像)으로 지정되었다가, 2010년 8월 25일 현재의 명칭으로 변경되었다.

## 개요
무열왕릉이 있는 서악동을 거쳐 약 2.7km를 지나가면 왼쪽으로 벽도산 아래에 두대리 마을이 있다. 마을 뒷산 길을 따라 올라가면 마애삼존불이 서 있고 불상 앞쪽에 작은 암자가 하나 있다. 높이 2.5m 크기의 당당한 대장부 같은 몸체에 풍만한 얼굴, 미소를 머금은 자비에 넘치는 본존불의 표정은 합장 예배할 마음을 절로 우러나오게 한다. 화려하면서도 약하지 않고 섬세하면서도 흐트러짐이 없으며, 당당하게 위용을 자랑하면서도 예술적 향기가 짙은 8세기 중엽 신라문화 전성기의 작품이다.